# Steinberg (Schleswig)
Steinberg település Németországban, Schleswig-Holstein tartományban. Lakosainak száma 806 fő (2023. december 31.). Steinberg Sterup és Niesgrau községekkel határos.

## Népesség
A település népességének változása:
| Lakosok száma | 975  | 900  | 830  | 808  | 810  | 830  | 820  | 806  |
|               | 1975 | 2010 | 2017 | 2018 | 2019 | 2021 | 2022 | 2023 |